# Kinkaid Act
Il Kinkaid Act del 1904 (cap. 1801, 33 Stat. 547, 28 aprile 1904, 43 USC § 224) fu una legge statunitense che modificò l'Homestead Act of 1862 in modo tale che una sezione pari a 1 km² o 2,6 km² di terreni non edificati potesse essere concessa in 37 contee settentrionali e occidentali del Nebraska. 
L'atto è stato introdotto da Mosè Kinkaid, rappresentante del 6º distretto congressuale del Nebraska. Fu tramutato in legge dal presidente Theodore Roosevelt il 28 aprile 1904 ed entrò in vigore il 28 giugno dello stesso anno.